# Aulacoderus draconis
Aulacoderus draconis es una especie de coleóptero de la familia Anthicidae.

## Distribución geográfica
Habita en  Natal en (Sudáfrica).